# كلود ويلوبي
كلود ويلوبي (بالإنجليزية: Claude Willoughby)‏ هو لاعب كرة قاعدة أمريكي، ولد في 14 نوفمبر 1898، وتوفي في 14 أغسطس 1973.

## وصلات خارجية
- كلود ويلوبي على موقعبيزبول رفرنس.كوم (الدوري الرئيسي) (الإنجليزية)
- كلود ويلوبي على موقعبيزبول رفرنس.كوم (الدوري الثانوي) (الإنجليزية)